# Todiramphus veneratus
Todiramphus veneratus, conhecida como martim-caçador-venerado,  é uma espécie de ave da família Alcedinidae.
É endémica da Polinésia Francesa.
Os seus habitats naturais são: florestas subtropicais ou tropicais húmidas de baixa altitude e regiões subtropicais ou tropicais húmidas de alta altitude.